# 수내동
수내동(藪內洞)은 대한민국 성남시 분당구의 법정동이다.

## 역사

### 지명 유래
초림동은 신도시개발 이전 나무와 숲이 많이 우거져 있던 곳이라 초림(草林)이라 칭하였다. 내정동은 수내동의 ‘내’와 정자동의 ‘정’에서 딴 이름이다. 수내동은 자연부락인 ‘숲안[藪內]마을’의 이름에서, 또는 탄천의 지류인 분당천을 전통적으로 부르던 명칭인 ‘수내’에서 유래하였다.

### 연혁
- 1906년 9월 24일 : 광주군 돌마면 수내촌
- 1914년 : 광주군 돌마면 수내리로 승격.
- 1973년 7월 1일 : 성남시 승격으로 분당동에 통합. (법정동 수내동)
- 1989년: 중원구 승격으로 중원구 분당동이 됨.
- 1991년 9월 17일 : 분당구 승격으로 분당구 분당동이 됨.
- 1992년 5월 1일 : 분당동에서 초림동·서현동을 분동함.[4]

| 성남시조례 제1192호 |          |                                         |
| 행정구역            | 행정구역 | 법정구역                                |
| 기존                | 분동 후  | 법정구역                                |
| 분당동              | 분당동   | 분당동·정자동, 수내동 일부, 서현동 일부 |
| 분당동              | 초림동   | 수내동 일부                             |
| 분당동              | 서현동   | 율동, 서현동 일부                       |
- 1993년 1월 20일 : 분당동에서 서당동·수내동을 분동함.[5]

| 성남시조례 제1253호 |          |                            |
| 행정구역            | 행정구역 | 법정구역                   |
| 기존                | 분동 후  | 법정구역                   |
| 분당동              | 분당동   | 분당동·정자동, 수내동 일부 |
| 분당동              | 서당동   | 서현동 일부                |
| 분당동              | 수내동   | 수내동 일부                |
- 1993년 6월 5일 : 분당동에서 내정동을 분동함.[6]

| 성남시조례 제1272호 |          |                     |
| 행정구역            | 행정구역 | 법정구역            |
| 기존                | 분동 후  | 법정구역            |
| 분당동              | 분당동   | 분당동              |
| 분당동              | 내정동   | 수내동 일부, 정자동 |
- 1995년 3월 6일 : 내정동에서 정자동을 분동함.[7]

| 성남시조례 제1360호 |          |             |
| 행정구역            | 행정구역 | 법정구역    |
| 기존                | 분동 후  | 법정구역    |
| 내정동              | 내정동   | 수내동 일부 |
| 내정동              | 정자동   | 정자동      |
- 2001년 1월 1일 : 초림동을 수내1동으로, 내정동을 수내2동으로, 수내동을 수내3동으로 개칭함.[8]

## 법정동
- 수내동

## 교육

### 수내1동
- 초림초등학교
- 분당고등학교

### 수내2동
- 내정초등학교
- 내정중학교

### 수내3동
- 수내초등학교
- 샛별중학교
- 수내중학교
- 수내고등학교

## 교통
- 분당선
  - 수내역

## 문화재
- 한산이씨묘역 - 경기도 기념물 제116호

## 쇼핑
- 롯데백화점 (무인양품,유니클로)
- 하모니마트